# Bitka Kentavrov (Michelangelo)
Bitka Kentavrov je reliefna skulptura italijanskega renesančnega umetnika Michelangela, ustvarjena okoli leta 1492. To je bilo zadnje delo, ki ga je Michelangelo ustvaril, ko je bil pod pokroviteljstvom Lorenza medičejskega, ki je umrl kmalu po dokončanju. Marmorna skulptura, ki jo navdihuje klasični relief, ki ga je ustvaril Bertoldo di Giovanni, predstavlja mitsko bitko med Lapiti in Kentavri. Zgodbo, ki je bila priljubljena umetniška tema v stari Grčiji, Michelangelu je predlagal klasični učenjak in pesnik Angelo Poliziano. Skulptura je razstavljena v Casa Buonarroti v Firencah v Italiji.
Bitka kentavrov je bila na več načinov izjemna skulptura, ki je napovedovala Michelangelovo prihodnjo kiparsko smer. Michelangelo se je oddaljil od takratnih praks dela na diskretni ravnini, da bi delal večdimenzionalno. To je bila tudi prva skulptura, ki jo je Michelangelo ustvaril brez uporabe vrtalnega loka, in prva skulptura, ki je dosegla takšno stanje dokončanosti z oznakami subbia dleta, ki so ostale stati kot končna površina. Ne glede na to, ali je namerno opuščeno nedokončano ali ne, je zato delo pomembno v tradiciji kiparske tehnike »non finito«. Michelangelo ga je obravnaval kot najboljše od svojih zgodnjih del in vizualni opomnik, zakaj bi moral svoja prizadevanja usmeriti v kiparstvo.

## Ozadje
Michelangelo je pri 16 letih delal pod pokroviteljstvom Lorenza Medičejskega, ko je kiparil Bitko kentavrov, čeprav delo ni bilo naročeno, ampak ustvarjeno zase. Delo je odražalo takrat aktualno modo za reprodukcijo starodavnih tem. Natančneje, Michelangela je navdihnil relief, ki ga je za Lorenza izdelal Bertoldo di Giovanni, delo v bronu, ki je viselo v palači Medici. Michelangelo se je odločil za delo v marmorju in ne v dražjem mediju iz brona, da bi znižal stroške. Bertoldovo delo Konjeniška bitka na starodavni način – znano tudi kot Bitka (s Herkulom) – je bila poustvaritev poškodovanega rimskega bojnega sarkofaga in je zahtevala svobodno domišljijo, da bi zapolnila vrzeli, ki jih je pustil poškodovani original. Bertoldo si je pri svojem izvornem materialu privoščil druge svoboščine in zdi se, da ga je navdihnila gravura Antonia del Pollaiuola Bitka golih.
Mladi kipar dela ni nikoli dokončal. Medtem ko številne biografije to pripisujejo izgubi moči družine Medici, Eric Scigliano, kiparjev biograf, trdi, da je imel Michelangelo dovolj časa, da dokonča skulpturo, če bi se tako odločil, in poudarja, da je bilo to le prva od več "non finito" skulptur, pred Taddei Tondo in Pitti Tondo. Prav tako ugotavlja, da Michelangelo ni izrazil nezadovoljstva z delom.
Ne glede na to, ali je bila skulptura namerno nepopolna ali ne, je Michelangelo to skulpturo štel za najboljše od svojih zgodnjih del. Ohranil jo je do konca življenja , čeprav je uničil ali zapustil številne druge svoje kose. Svojemu biografu Ascaniu Condiviju je pripomnil, da mu je ob pogledu nanjo obžaloval čas, ki ga je porabil za drugačne dejavnosti kot za kiparstvo.

## Predmet in tema
Po Condivijevih besedah je pesnik Poliziano Michelangelu predlagal specifično temo in mu pripovedoval zgodbo. Upodobljena bitka se odvija med Lapiti in Kentavri na poročni gostiji Pirituja. Pirituj, kralj Lapitov, se je že dolgo spopadal s sosednjimi Kentavri. Da bi označil svoje dobre namene, je Pirituj povabil Kentavre na svojo poroko s Hipodamijo (del imena, Hippo, Ιππο, se dobesedno prevaja kot 'konj', kar lahko nakazuje na neko povezavo z njimi). Nekateri kentavri so se na dogodku preveč napili, in ko je bila nevesta predstavljena, da bi pozdravila goste, je tako razburila opitega kentavra Evritiona, da je poskočil in jo poskušal odnesti. To je privedlo ne le do takojšnjega spopada, ampak do celoletne vojne, preden so bili poraženi Kentavri izgnani iz Tesalije na severozahod.
Mit je bil priljubljena tema za grško kiparstvo in slikarstvo. Grški kiparji Fidijeve šole so bitko Lapitov in Kentavrov dojemali kot simbol velikega spopada med redom in kaosom ter natančneje med civiliziranimi Grki in perzijskimi barbari. Bitke med Lapiti in Kentavri so bile upodobljene v kiparskih frizih na Partenonu in na Zevsovem templju v Olimpiji.
Scigliano namiguje, da Michelangelova Bitka Kentavrov odraža tudi temi »Grki nad barbari« in »civilizacija nad divjaštvom«, vendar v Michelangelovem delu poleg tega vidi zmagoslavje »kamna nad mesom«. Ugotavlja, da v samem delu Michelangelo prikazuje svoje borce, ki uporabljajo skale drug proti drugemu, in namiguje, da kipar ne bi mogel zamuditi naključja, da ime človeških borcev – Lapit – odraža latinsko besedo za kamen (lapis) in italijanska beseda za kamnito ploščo (lapide).

## Kompozicija in tehnika
Relief je sestavljen iz množice golih figur, ki se zvijajo v boju, postavljenih pod hrapavi trak, v katerem ostanejo vidne sledi umetnikovega dleta. Umetnostni zgodovinar Howard Hibbard pravi, da je Michelangelo zakril kentavre, saj je večina figur predstavljenih od pasu navzgor. Eden redkih kentavrov, ki jih je mogoče prepoznati, je viden v spodnjem središču, njegova noga se razteza med nogami zasukane figure nad njim. Po Hibbardovih besedah je Michelangelo zakril tudi osamljeno žensko figuro v delu, medtem ko je med figurami v sredini desno mogoče videti Hipodamijo.
Bitka kentavrov je bila zgodnja prelomnica in znanilec Michelangelove prihodnje kiparske tehnike. Michelangelova biografa Antonio Forcellino in Allan Cameron pravita, da je Michelangelov relief, čeprav je nastal v klasični tradiciji, bistveno odstopal od tehnik, ki so jih uvedli mojstri, kot sta Lorenzo Ghiberti in Donatello. Namesto da bi delal na diskretnih, vzporednih ravninah, kot so to počeli njegovi predhodniki, je Michelangelo svoje figure vrezoval dinamično, znotraj "neskončnih" ravnin. Forcellino in Cameron opisujeta to prekinitev s sodobno prakso kot Michelangelovo »lastno osebno revolucijo« in kažeta posebej na levo od reliefa, kjer zvita figura postane »nekaj kot umetniški manifest«. Posebej presenetljiva je kompozicija zgornjih okončin figur, ki odstopajo od skrbno artikuliranih norm. Po njunem mnenju je izjemen tudi način, na katerega je Michelangelo kiparil neodvisno od svojih pripravljalnih risb, ker se je osvobodil omejitev dvodimenzionalne vizije in omogočil tekoče in večdimenzionalno združevanje figur.
Bitka kentavrov je bila tudi prva skulptura, pri kateri se je Michelangelo izogibal uporabi ločnega svedra. Natančnejše podrobnosti reliefa so bile verjetno dosežene z uporabo zobatega dleta, imenovanega gradina. Gladke figure ospredja močno nasprotujejo grobo izklesanemu ozadju, ustvarjenemu s subbia dletom. Tradicionalno kiparsko orodje, subbia, je proizvedla udarne sledi, ki še nikoli niso bile zapuščene kot končna površina v delu, ki je bilo dokončano do te stopnje. Georgia Illetschko je leta 2004 vztrajala, da so te nedokončane površine »zavesten kompozicijski element« in ne zaradi pomanjkanja časa.  Po mnenju Scigliana je bil to pomemben razvoj v tehniki kiparstva »non finito«. 
- Pogled iz levega kota
- Desna stran, detajl
- Moški, ki držijo kamne
- Zasukana figura na levi, desni pogled